# Raión de Pokróvskoye
El raión de Pokróvskoye (ruso: Покро́вский райо́н) es un distrito administrativo y municipal (raión) ruso perteneciente a la óblast de Oriol. Se ubica en el sureste de la óblast. Su capital es Pokróvskoye.
En 2023, el raión tenía una población de 11 950 habitantes.
El raión comprende un conjunto de áreas, principalmente rurales, ubicadas entre 30 y 80 km al noroeste de Livny.

## Subdivisiones
Comprende el asentamiento de tipo urbano de Pokróvskoye (la capital, que forma un ayuntamiento urbano sin pedanías) y 164 localidades rurales, estas últimas agrupadas en los siguientes trece asentamientos rurales:
- Beriózovka
- Verjni Zhórnovets (con capital en Shalimovka)
- Verjosósenye Pérvaya Seredina
- "Vladímirovskoye" (con capital en Fiódorovka)
- Vyshni Turovets (con capital en Nizhni Turovets)
- Danílovka
- Droskovo
- Zhuravets (con capital en Uspénskoye)
- Ivánovka
- Mojovoye
- Retinka (con capital en Jaustovo)
- Stolbétskoye
- Topkí